# Jacques Kaplan’s

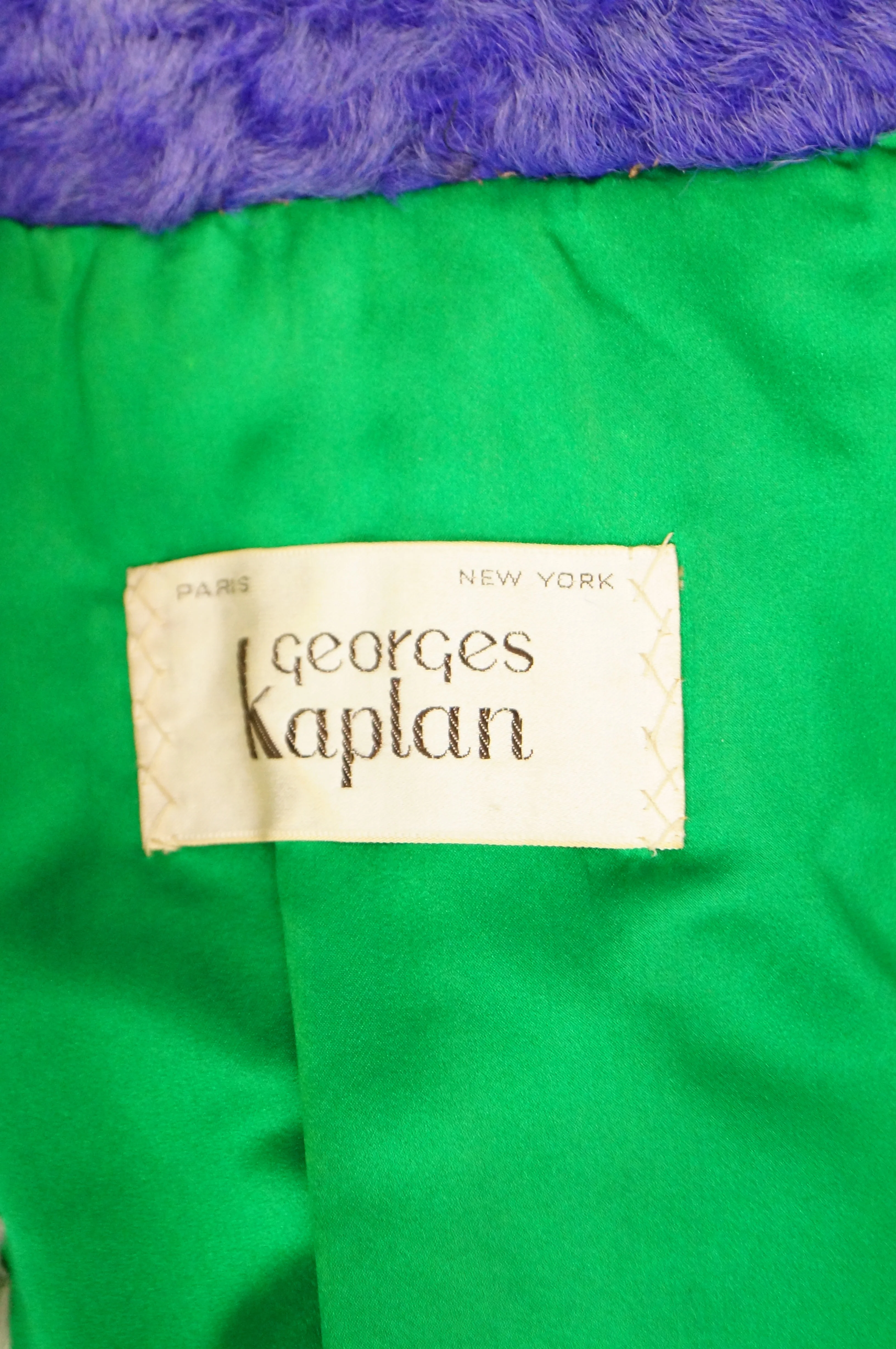
Gewebtes Einnäh-Etikett „Georges Kaplan“

Das Unternehmen Jacques Kaplan’s, vom Vater des Inhabers als Georges Kaplan gegründet, war eine bedeutende amerikanische Kürschnerei mit Pelzeinzelhandel mit Sitz in New York City. In einem Buch von Georges Kaplan wird es als „größtes Pelzunternehmen in den Vereinigten Staaten“ bezeichnet. Jacques Kaplan (1925–2008) war nach Aussage eines amerikanischen Historikers „der wohl innovativste und radikalste Kürschner der zweiten Hälfte des zwanzigsten Jahrhunderts“. Der Vater Georges Kaplan verfasste wesentliche Literatur für die Kürschnerei und über die Pelzbranche.

## Firmengeschichte
Das Unternehmen George Kaplan wurde von einem russischen Emigranten im Jahr 1889 in Paris begründet. Als die Nationalsozialisten Paris besetzten, floh sein Sohn Georges mit seinem Betrieb 1942 nach New York. Dessen Sohn Jacques war inzwischen der französischen Résistance beigetreten, dort wurde er mit dem Croix de Guerre ausgezeichnet. Er studierte anschließend an der Sorbonne, in der Absicht, Philosophie zu unterrichten. Seine Familie sah es jedoch als notwendig an, dass er im väterlichen Unternehmen mitarbeitet. In den 1950er Jahren folgte er nach New York.
Jacques Kaplan begann mit eher wenig gebräuchlichen Fellarten zu arbeiten und entdeckte neue Möglichkeiten, mit ihnen umzugehen. Das Life-Magazin schrieb am 13. Dezember 1968: „Für ihn sind Felle nur der Anfang – leere Leinwände, die bemalt, geschnitten, zerlegt und wieder zusammengesetzt werden, nach dem Prinzip, dass alles, was Stoff kann, Pelz noch viel witziger machen kann. Seine Liebe zur zeitgenössischen Kunst hatte er bald nach seiner Ankunft in New York entdeckt, bei dem Besuch einer Galerie Ende der 1950er Jahre. Hier bewunderte er ein Kunstwerk so sehr, dass er es im Tausch gegen einen Pelzmantel erwarb. Dieser unkonventionelle Handel kam bei Künstlern und Händlern so gut an, dass er schnell in der New Yorker Künstlerszene etabliert war. Er legte sich eine umfangreiche Sammlung an und gab neue Werke in Auftrag, die oft Pelze enthielten oder von ihnen inspiriert waren. Weitaus die bekanntesten davon wurden seine Mäntel aus Rindsleder.“
Jacques Kaplan beauftragte 1963, zusammen mit seinem Vater Georges, führende amerikanische Künstler mit der Gestaltung einer Reihe von Mänteln, die sie zusammen mit anderen Pelzdesigns aus der Jahreskollektion präsentierten. Der Historiker Jonathan Faiers kommentierte dies: „Der kunstbegeisterte Jacques hatte zu dieser Zeit begonnen, eine Sammlung zeitgenössischer Kunstwerke anzulegen, die er größtenteils durch das Einhandeln gegen Pelzmäntel erworben hatte, und so war es nur logisch, Künstler für die Gestaltung von Pelzen zu verwenden.“ Sie schufen schlichte Mäntel aus Rindsleder, die als Leinwände dienten, auf welche die Künstler, darunter Frank Stella (1936–2024) und Richard Auszkiewicz (1930–2020) mit einem Op-Art-Arrangement, abstrakte Motive malten. Sie benutzen dafür eine von dem bekannten New Yorker Künstlerfarbenhersteller Leonard Bocour speziell entwickelte Kunststofffarbe. Der erotische Mantel der Pop-Künstlerin Marisol (1930–2016), einer in Paris geborenen Amerikanerin, fällt dabei aus dem Rahmen. Er zeigt auf der Vorder- und Rückseite einen nackten weiblichen Torso. Das Schamhaardreieck besteht aus realem schwarzem Nerzfell. Der Mantel befindet sich, neben anderen Arbeiten aus der Werkstatt Kaplan, im Metropolitan Museum of Art, 1979 gestiftet von Pascal Kaplan. Jacques Kaplan betätigte sich auch selbst als Künstler, mit „explodierten“ Werken, an der Wand befestigte, gestreckte und verzierte Felle mit kinetischen Assemblagen, von denen eines rotierende Scheiben aus Affenfell enthielt. In Kunstgalerien veranstaltete er Modenschauen.
Während seiner erfolgreichen Karriere als Künstler, Kunstsammler und -händler florierte auch sein Pelzgeschäft. Der Laden war jetzt auf der 5. Avenue, nicht weit vom Kaufhaus Bergdorf Goodman entfernt. Das Firmenetikett nennt neben New York auch Paris.
Eine 26-seitige Fotoserie „The Great Fur Caravan“ der amerikanischen Zeitschrift Vogue mit prominenten Models, erschienen im Oktober 1966, soll angeblich eine Million Dollar gekostet haben. Jacques Kaplan war vertreten, zusammen mit anderen kreativen Pelzdesignern, wie Emeric Partos und Revillon Frères. Wohl angeregt durch den Stil André Courrèges’ befanden sich in der Kollektion des Hauses Jacques Kaplan, in der Pelzmode bis dahin eher selten, Modelle mit geometrischen Elementen. Im September 1968 führte Cathy Macauley eine braune Jacke aus Kalbfell vor, die mit den übergroßen weißen Initialen des Models aus Leder versehen war.
In einer Modebetrachtung der Time des Jahres 1965 hieß es: „Am anderen Ende des Spektrums befindet sich das Geschäft Georges Kaplan in Manhattan, dessen Mitinhaber und Designer Jacques Kaplan seit langem zu den beliebtesten Anbietern konventioneller und neuartiger Pelze in der Gesellschaft gehört. Für Mütter und Töchter bietet er zusammenpassende Mondrian-gefärbtes Kaninchen an, mit roten, grünen und weißen Rechtecken versehen – 395 $ für die Mutter und 295 $ für die Tochter. Für formellere Anlässe hat er ein rückenfreies Abendkleid aus Kalbleder im Angebot, das wie eine Giraffe schabloniert ist, einen bodenlangen, zeltförmigen Mantel aus Mongolisch Lamm, der mit aufgesetzter Kapuze nur die Augen freigibt, und ein weißes Breitschwanz-Hochzeitskleid mit einer drei Meter langen Schleppe. Sein Blickfang ist ein schwarzer Breitschwanzmantel, der voller Löcher ist. Er bringt den Peekaboo-Look in den Pelz und kann über einem bodenlangen Abendkleid oder nur einer Strumpfhose getragen werden – wie in Kaplans Shows gezeigt. […] Kaplan, der seine normalen Ranch-Nerzmäntel mit Hemdmanschetten und doppelreihigen Messingknöpfen aufpeppt, zeigt einen auffälligen, horizontal gearbeiteten weißen Nerz mit drei breiten schwarzen Samtbändern und einen 5000 Dollar teuren wendbaren ‚Spaßpelz‘, der auf der einen Seite aus Goldlamé und auf der anderen aus natürlichem Farmnerz besteht. Es philosophierte Kaplan, der kurz vor seiner Doktorarbeit in Philosophie stand: ‚Jahrelang war der Kauf eines Nerzes eine ernste Sache. Wenn man so viel Geld ausgibt, sollte man Spaß haben, nicht leiden‘“. Die Time-Journalistin merkte dazu an, dass für die meisten Menschen bereits ein 4000-$-Mantel wohl doch weit oberhalb ihrer Schmerzgrenze sei.
Im Jahr 1971 boten die „bahnbrechenden“ Kürschner Georges und Jacques Kaplan eine „vierteilige gesamtamerikanische Couch“ (four-section all American couch) an. Das vierteilige Möbelstück ergab zusammengefügt die Form der Vereinigten Staaten. Die Couch war mit texanischem Bullenleder bezogen, dessen dunkelbraune und cremefarbene Markierungen die Umrisse der einzelnen Bundesstaaten nachbildeten. Ein solches Teil konnte für 5000 Dollar erworben werden. Auch nur Manhattan konnte man bekommen (für weniger als 1000 Dollar), oder je nach Wunsch und Fellart, jeden anderen Staat oder jedes Land „vorausgesetzt, das Fell stammt nicht von einer vom Aussterben bedrohten Art“. Das Schlafzimmer von Mrs. William S. Paving „pflasterte“ er mit Indisch Lammfellen. Im selben Jahr gab Georges Kaplan Furs eine „großzügige Spende“ für einen Katalog zur Ausstellung Furs & Feathers im New Yorker Museum of Contemporary Crafts of The American Crafts Council, der ohne diese Finanzierung nicht hätte erscheinen können.
Das traditionelle Angebot des Unternehmens war eher klassisch konservativ im hochpreisigen Genre. Jacques Kaplan berichtete Mitte der 1960er Jahre von einer Kundin, die 76 verschiedene Pelze besaß. Der Firmenlieferwagen, der die Mäntel zu Beginn der warmen Jahreszeit zur Pelzkonservierung in den Kühlräumen abholte, musste dafür dreimal fahren. Jacques Kaplan zeigte neben den weiter eher konservativen Modellen Kollektionen, welche die allgemein eher traditionelle Pelzmode belebten. Billigere Pelzarten wie Wieselfell, Kaninfell und Feh verarbeitete er in leuchtenden Farben und gestrickt. Dies brachte ihm zusätzlich eine jüngere, weniger konservative Kundschaft. Es wird ihm daher zugesprochen, er sei der Erfinder der „Fun Furs“, die Bezeichnung, unter dem diese Moderichtung auch in Europa beworben wurde, bald auch die Bezeichnung für ähnliche Produkte aus Kunstpelz. Er selbst sagte dazu: „Wir haben dem Pelzkauf sein Trauma genommen. Je wilder sie sind, desto schneller verkaufen sie sich“. Der englische Pelzhistoriker und Pelzhändler Francis Weiss schrieb die Namensidee „Fun Furs“ dem Pariser Kürschner André Simon zu.
Er führte neue Pelzarten in die Mode ein, wie Gnufell, Gayal (südasiatisches Rind) und Zorrinofell (südamerikanischer Skunk). 1961 bot man eine billigere Version des Blacknerzes an, den Jackie Kennedy bekannt gemacht hatte. Die Mäntel aus „japanischem Nerz“ (Kolinskifell), die eine ähnlich elegante, aber sparsame Silhouette mit quer verarbeiteten Fellen aufwiesen, kosteten 1000 Dollar. In den späten 1960er Jahren verzichtete das Unternehmen auf die Verwendung von Fellen geschützter Arten, was ihm ein Lob des World Wildlife Funds erbrachte.
Entgegen seinerzeit bereits anderen großen Pelzunternehmen führte das Unternehmen, wie beispielsweise Parfümeriewaren, neben Kleidung keine Produkte unter seinem Namen. Eine Whiskymarke warb dagegen 1966 mit einer ganzseitigen Anzeige, auf dem eine Dame in einem Jumpsuit aus beigem Nerz von Kaplan abgebildet war.
Jacques Kaplan verkaufte sein Unternehmen im Jahr 1969 an die Kenton Corporation, der Showroom schloss 1972.

## David Gordon Kaplan

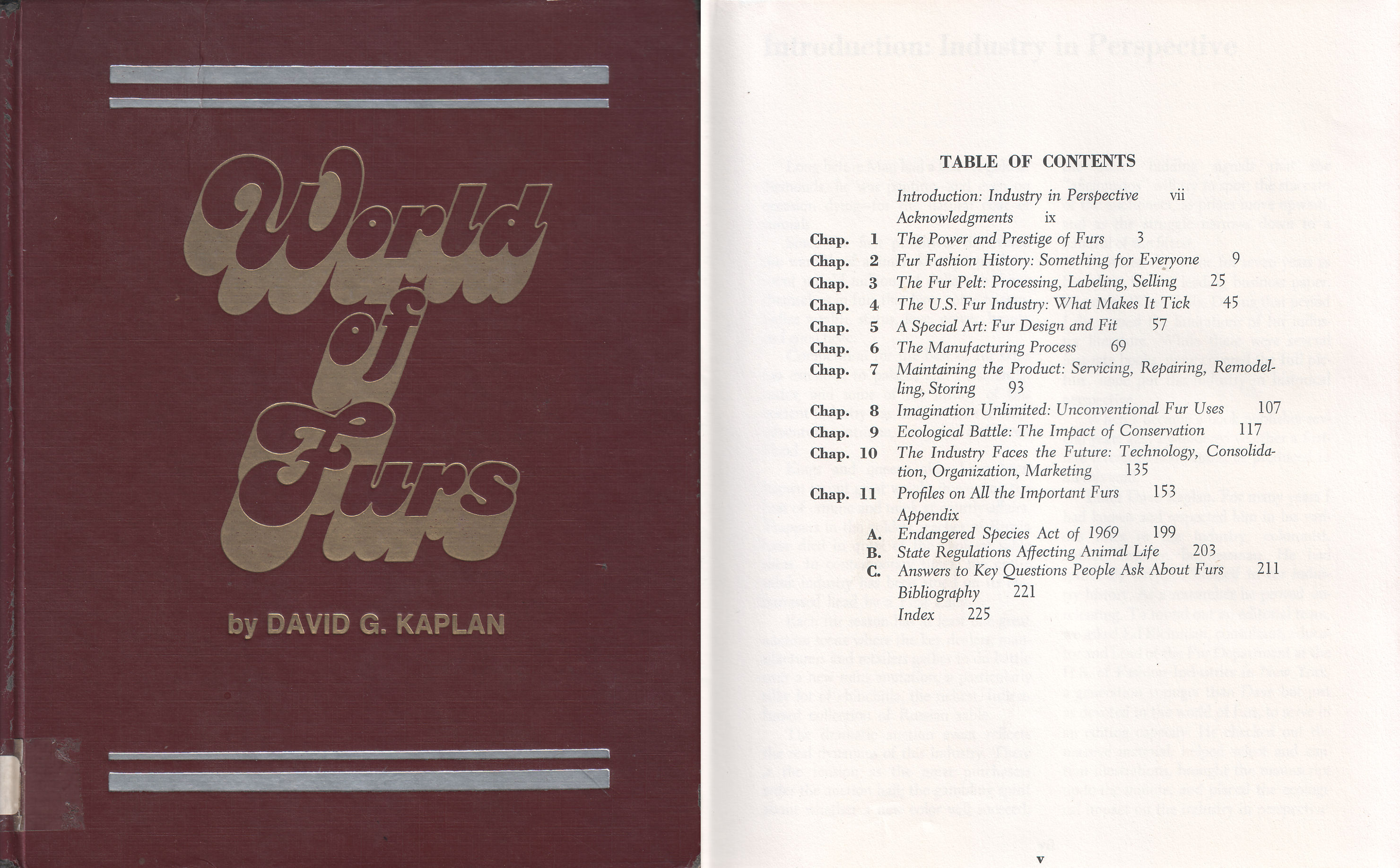
David G. Kaplan: „World of Furs“
Bucheinband und Inhaltsverzeichnis

David Gordon Kaplan und sein Sohn Jacques waren als Geschäftsleute Mitglieder der Fur Union, wobei das Engagement für die Branche von David wesentlich länger dauerte und intensiver war. Neben anderen Interessen war David Autor, Groß- und Einzelhändler, örtlicher Aufkäufer, Berater, Herausgeber und Gastdozent. Er unterrichtete Kriegsveteranen an der Sol-Vogel-Schule, bedürftige Schüler an der High School of Fashion Industries, „gutbetuchte“ Schüler der New Yorker Tobé–Coburn School und war Lehrer an der Central High School of Needle Trades. Er war Berater des New York City Department of Markets, des Finanzministeriums der Vereinigten Staaten und, neben anderen, des Department of Industry & Commerce, Province Manitoba. Für Publikationen in den USA, Großbritannien, Skandinavien und allen pelzrelevanten Ländern verfasste er hunderte von Beiträgen.
E. B. Gold, von der Fairchild Book Division, kannte „Dave“ Kaplan seit vielen Jahren. In die Pelzbranche trat Gold als Herausgeber des Pelzteils der führenden Fachzeitschrift „Women's wear Daily“ ein, für die er sieben Jahre tätig war. Kaplan und er stellten fest, dass ein englischsprachiges Nachschlagewerk über und für die Pelzbranche fehlte. Sie gewannen dafür, neben anderen, den jüngeren Ed Kleinman, Berater, Ausbilder und Leiter der Pelzabteilung der H. S. of Fashion Industries in New York, der wesentlich an der Erarbeitung des Werks „Welt der Pelze“ mitarbeitete. Gold beschrieb Dave Kaplan als einen Mann mit verschiedenen Rollen in der Pelzindustrie, als Kolumnisten, Autor, Lehrer und Geschäftsmann, fest verbunden mit der Geschichte der Pelzindustrie.
1950 veröffentlichte David G. Kaplan „The Fur Book“, er sammelte die Jahre darauf weiteres Material für das 1974 erschienene „World of Furs“, das sich an Laien und Fachleute richtet. Seine Geschäftsbeziehungen zu seinen ehemaligen Schülern, den Kürschnerbrüdern Antonovich (Konkurs 1989), hielt er aufrecht und schrieb weiterhin Kolumnen und hielt Vorträge. Aus gesundheitlichen Gründen zog er sich nach Fertigstellung des zweiten Buches aus den Aktivitäten etwas zurück. Seinen Lebensabend verbrachte er in Lauderhill, Florida.

## Jacques Kaplan
Jacques Kaplan sagte von sich, nachdem er seine Liebe zum Kürschnerberuf und als Designer gefunden hatte: „Vor zwanzig Jahren habe ich es gehasst, Kürschner zu sein, ich dachte, es sei der niedrigste soziale Grad“. Zur Arbeit fuhr Kaplan mit einem Honda-Motorroller. Er verheimlichte nicht, dass er sich einer Psychoanalyse unterzogen hatte, die ihm half, mit den Eigenheiten des Modegeschäfts zurechtzukommen. In einem Interview im September 1971 erklärte er, er wolle sich nach Europa in ein kleines Dorf zurückziehen, um über Mode im Allgemeinen nachzudenken, aber weiterhin Kollektionen für die Jacques Kaplan Inc. entwerfen. Die Fahrkarte nach Le Havre wäre bereits gekauft: „Ich bin sehr zwiespältig darüber, ob es für die Mode heute eine Funktion gibt. Ist es wirklich relevant, sich mit solch leichten Aktivitäten zu beschäftigen?“
Der Erlös des Verkaufs seines Unternehmens ermöglichte es ihm, seiner Neigung zur Kunst nachzugehen, 1984 eröffnete Jacques Kaplan seine eigene Galerie in Connecticut. Als er 2008 an Speiseröhrenkrebs verschied, schrieb die New York Times, „ein absurder Kürschner und Galerist starb am Donnerstag zuhause in Kent, Conn. […] In die betuliche Welt der Nerzstola brachte Herr Kaplan einen Sinn für Unsinn mit, der seinen konservativen Vater George, den Besitzer der Familiensalons an der Fifth Avenue und 57th Street, entsetzte“.

## Harry Kaplan
Ein anderer Namensträger, Harry Kaplan, der Verfasser von „Furskin Processing“, sammelte seine Kenntnisse in seiner über 40-jährigen Tätigkeit in Pelzveredlungsunternehmen in Brooklyn und in Bermondsey (London) sowie durch seine zahlreichen Freunde im New Yorker und Londoner Pelzhandel. Er war lange Zeit mit den beiden renommierten, alteingesessenen Londoner Pelzveredlungsunternehmen C. W. Martin & Sons und Martin/Rice assoziiert. Aus den Akten einer gerichtlichen Auseinandersetzung ist zu entnehmen, dass er 1955 leitender Angestellter der in Liquidation befindlichen Hackensack, Inc. in New Jersey war (331 Main Street), ein Unternehmen der Pelzbranche.

## Werke (englisch)
- 1950: David G. Kaplan: The Fur Book, Copyright The Reuben H. Donnelley Corporation, New York. „Ein praktischer Führer zur Herstellung von Pelzbekleidung, Pflege, Reparieren und Umgestaltung“ (⇒ Buchdeckel und Inhaltsverzeichnis)
- März 1966: Some Real Furs Look Fake. In: Textile Services Management, R. H. Donnelly Corp. New York[21]
- 1974: David G. Kaplan: World of Furs, Ed. Kleinmann (Hrgr. und Mitarbeiter), Fairchield Publications. Inc., New York. Allgemeine Abhandlung mit Themen wie Pelzprestige, Pelzmode, Pelzveredlung bis Pelzverkauf, Pelzservice (Reparatur, Umgestaltung, Pelzaufbewahrung usw.), unkonventioneller Pelzgebrauch, Zukunftsperspektive, Artenschutz, häufig gestellte Fragen (⇒ Buchdeckel und Inhaltsverzeichnis)
- 1971: Harry Kaplan: Furskin Processing, Elsevier Science, ISBN 978-1-4831-3895-4, Historie der Pelzzurichtung und Pelzveredlung. „Das Buch richtet sich in erster Linie an Chemiker, „praktische“ Zurichter und Färber sowie an andere Mitglieder des Pelzhandels“ (⇒ Buchdeckel und Inhaltsverzeichnis der ersten Ausgabe (Pergamon Press))